# Virga austrinus
Virga austrinus är en fjärilsart som beskrevs av Hayward 1934. Virga austrinus ingår i släktet Virga och familjen tjockhuvuden. Inga underarter finns listade i Catalogue of Life.